# Andrea Malinová
Pour les articles homonymes, voir Malinová.
 Andrea Malinová, née le 1er septembre 1992 à Bratislava, est une joueuse de squash représentant la Slovaquie. Elle atteint en juillet 2019 la 223e place mondiale sur le circuit international, son meilleur classement. Elle est championne de Slovaquie à 4 reprises entre 2012 et 2019.

## Palmarès

### Titres
- Championnats de Slovaquie : 4 titres (2012, 2016, 2017, 2019)